# Бакунина, Татьяна Алексеевна
Татья́на Алексе́евна Баку́нина (по мужу Осоргина, 4 февраля 1904 года, Прямухино, Тверская губерния — 1 июля 1995 года, Париж) — французский историк масонства, наследница масонского архива М. А. Осоргина, видного масона Великого востока Франции. Профессор Парижского университета.

## Биография
Татьяна Бакунина родилась в семье Алексея Ильича Бакунина, доктора медицины и Эмилии Николаевны Бакуниной (ур. Лопатиной).
Поступила в Московском университете на исторический факультет, где её преподавателями были историки Александр Александрович Кизеветтер и Владимир Иванович Пичета. При этом о начале своего интереса к масонству, Татьяна Бакунина вспоминала так: «На тему о масонстве я наткнулась почти случайно, а не от Кизеветтера. Он, наоборот, не захотел включить в программу, которую для меня составил, изучение масонства».
В начале весны 1926 года ей удалось эмигрировать из РСФСР. Оказавшись во Франции, вышла замуж осенью того же года за известного писателя, масона Михаила Андреевича Осоргина. После замужества взяла фамилию мужа. Уже в 1929 году смогла получить степень доктора Парижского университета. Долгие годы преподавала в Парижском университете, работала с архивами Тургеневской библиотеки. Много общаясь с масонами и изучая масонскую историю, написала две книги посвящённые масонской истории XVIII—XIX веков, выпуск которых состоялся в 1934 и 1935 годах. Эти книги были переизданы в Москве в начале 1990-х годов.
Большой труд Татьяны Алексеевны — «Биографический словарь русских вольных каменщиков» был подготовлен к изданию в 1940 году. Из-за начавшейся оккупации Франции и последовавшей Второй мировой войне словарь не удалось издать. И только по прошествии 27 лет книга увидела свет
Благодаря Татьяне Алексеевне в 1970-е годы А. А. Островский передал некоторые документы парижской ложи «Северная звезда» в Национальную библиотеку Франции.
Начиная с 1993 года, историк масонства А. И. Серков в Париже занимался изучением масонских архивов. Татьяна Алексеевна руководила его научной работой. Итогом этой работы стал «Энциклопедический словарь. Русское масонство. 1731—2000», позднее выпущенный А. И. Серковым.
Скончалась Татьяна Алексеевна 1 июля 1995 года в Париже и была похоронена на Кладбище Сент-Женевьев-де-Буа.

## Публикации
- «Русские вольные каменщики» — Париж: Свеча, 1934.
- «Знаменитые русские масоны. Вольные каменщики» — Сост., посл. и комм. А. И. Серкова. — М.: Интербук, 1991. — 142 с. ISBN 5-7664-0012-8
- «Воспоминания об А. А. Кизеветтере» — (К 60-летию со дня кончины) / Пред. и публ. А. И. Серкова // Археографический ежегодник за 1993 год. — М., 1995. — С. 209—214.